# Яни Шомов
Яни Шомов (на гръцки: Ιωάννης Σιώμος, Йоанис Сьомос) е гръцки лекар и революционер от Костурско от XIX век.

## Биография
Шомов е роден през 1835 година в костурското гъркоманско село Горенци, тогава в Османската империя. Завършва медицина и се връща да практикува в Костур. Между 1865 и 1887 година заедно с учителя Константин Чулков ръководи гръцкото национално движение в Костурско.
В 1870 година подстрекава съселяните си да пребият учителя Георги Динков и архимандрит Павел Симеонов, когато идват в селото да открият българско училище.
Член е на Неа Филики Етерия. При разкриването на комитета на Анастасиос Пихеон е арестуван и хвърлен в затвора. Ктитор е на църквата „Свети Георги“ в Горенци.